# Rötenbach (Kocher)
Der Rötenbach ist ein Bach im nordöstlichen Baden-Württemberg von 7,4 km Länge, der bei Obergröningen-Algishofen von rechts in den Kocher mündet. Sein Oberlauf ist der Hohlenbach.

## Geographie

### Quelle und Verlauf
Der Rötenbach entspringt als Hohlenbach in den waldreichen südlichen Limpurger Bergen im Dreieck zwischen den drei Weilern Sulzbach-Hohenberg im Nordwesten, Bühlerzell-Gerabronn im Nordosten und Abtsgmünd-Wegstetten im Süden. Die oberste Quelle liegt in der Westspitze des Adelmannsfeldener Gemeindegebietes im nördlichen Abtswald, etwa 300 m südöstlich des südlichen Altenberggipfels auf etwa 485 m ü. NN, in einer Rechtsbiegung des aus Südwesten die Abtsklinge aufsteigenden Waldwegs, der danach dem jungen Bach auf seinem gesamten anfänglichen Flussabschnitt in Richtung Ostsüdosten folgt.
Auf diesem läuft der Rötenbach etwa 1,7 km nördlich des Breitengehrns in anfangs sehr flacher Mulde, der kleinere Seitenbäche zulaufen, teils durch kleine Teiche, bis ihm von Norden der 0,9 km Seebach aus der Spitzklinge zufließt. Dessen Talmulde setzt sich bergwärts über den ständig wasserführenden Abschnitt hinaus nach Nordwesten fort bis wenigstens zu dem etwa 0,8 ha großen Erlensumpfweiher, aufgestaut vom Damm der Staubstraße von Wegstetten nach Gerabronn; bei Ansetzen der bergseitigen Seespitze als Ursprung wäre der Seebach dann mit wenigsten 1,8 km Länge sogar länger als der offizielle Quellast. Nach Zusammenfluss der beiden Bäche kehrt sich der Hohlenbach in die Zuflussrichtung des Seebachs nach Süden und beginnt sich nun stärker einzutiefen.
Auf den nächsten etwa 1,3 km erreichen ihn von links drei Bäche aus dem östlich liegenden Wald Hinterbüchelberg, nämlich der Büchelberger Bach (0,9 km), der Höferbach (0,6 km) und der Hölzlesbach (1,1 km). Danach erst mündet der erste bedeutende rechte Zufluss Christlesbach (1,2 km) vom Nordrand der Wegstetter Rodungsinsel. Nahe dessen Mündung stehen in der ersten kleinen Lichtung am Bach die wenigen Gebäude des Abtsgmünder Siedlungsplatzes Oberhohlenbach. Auf dem nächsten Kilometer bleibt der kaum irgendwo mehr als 50 m breite Talgrund offen und es fließt der am westlichen Hangfuß des Höfenbergs entspringende Altholzbach (0,6 km) von links zu. Zwischen den nächsten rechten Zuflüssen Wegstetter Waldbach (1,3 km, fließt vom Südrand der Rodungsinsel des namengebenden Höhenweilers im Westen durch die Luderklinge) und dem Bach aus der Schlagklinge (0,7 km) verteilen sich die wenigen Gebäude von Mittelhohlenbach in der schmalen linken Au. Nach einem weiteren, 0,6 km langen Bach von links schließt sich die Auenflur. Im kurzzeitig folgenden Waldabschnitt mündet von rechts her ein Bach vom Gewann Mühlhalde der kleinen Rodungsinsel des Gschwendhofes.
Nach etwa 0,3 km liegt wieder eine Talwiese in der Au, ehe die Talflur sich nach Einmündung eines 0,7 km langen Baches von links und des Baches von rechts aus der Gschwendklinge, die südlich die Flur des Gschwendhofes begrenzt, zum letzten Mal für nur gut 0,2 km schließt. Spätestens ab hier heißt der Bach nun Rötenbach. Der Wiesengrund weitet sich danach keilförmig aus auf über das Doppelte der bisher vorkommenden Breite, hier liegt, unterhalb eines länglichen, 0,2 ha großen Forellenteiches der nur ein Dutzend Gebäude umfassende Weiler „Hinterer“ Rötenbach links des Baches, der hier am rechten Hangfuß zieht. Von Osten fließt ihm der Bastelwaldbach (0,5 km) zu, anschließend drehen sich Talachse und Bach fast 6,0 km unterhalb der Quelle für den restlichen Lauf nach Südwesten.
Nach einer kurzen Verengung weitet sich das Tal nun aus, auf Höhe der folgenden Ansiedlung „Vorderer“ Rötenbach steigt zum ersten Mal die Flur die Hänge hoch, rechts bis hinauf zum Höhenweiler Rötenberg. Hinter dem letzten Talweiler „Vorderer“ Rötenbach liegt rechts am oberen Hang die Ferienhauskolonie Wahlenhalden, einen halben Kilometer weiter mündet dann der Rötenbach nach einem Lauf von 7,4 km auf 353 m ü. NN von rechts bei Abtsgmünd-Algishofen in dessen Nordschlinge in den Kocher.

### Einzugsgebiet
Der Rötenbach hat ein Einzugsgebiet von 12,2 km² Größe. Es ist in Nord-Süd-Richtung über 5,5 km lang und an der weitesten Stelle quer dazu etwa 3,0 km breit. Im Abschnitt von Nordwest (Altenberg) bis Ost (Höfenberg) konkurrieren Bäche zur Bühler, nämlich der Gerabronner Bach im Norden, der (Bühlerzell-Steinenbühler) Scheffelbach sowie ein bei Adelmannsfelden-Hirschbach mündender Bach im Nordwesten sowie der (Abtsgmünd-Hinterbüchelberger) Steinbach im Osten. Alle übrigen Bäche jenseits der Wasserscheide fließen zum Kocher: Im Südosten der ähnlich wie der Rötenbach orientierte Maisenbach, im Süden ein gegenüber Obergröningen-Fach aus dem Brastel mündender kürzerer Bach, im Südwesten der Bach durch die Untergröninger Zollklinge sowie der Lehenbach und schließlich im Nordwesten der Nägelesbach.
Am Mittellauf des Rötenbachs liegen in der engen Au zwei winzige Ansiedlungen auf Abtsgmünder Gemarkung, Ober- und Mittelhohlenbach. Am Unterlauf liegt der Weiler „Hinterer Rötenbach“ zur Gänze auf Abtsgmünder Gemeindegebiet, der „Vordere Rötenbach“ rechnet teils zu Abtsgmünd, teils zu Obergröningen.
Von den übrigen Siedlungen im Einzugsbereich ist auch die Hangsiedlung Wahlenhalden zwischen diesen beiden Gemeinden geteilt. Zu Abtsgmünd gehören rechts des Rötenbachs noch der Weiler Wegstetten, vom Weiler Dinkbühl ein Hof, ferner der Gschwendhof sowie der Weiler Rötenberg. Linksseitig rechnen zu Abtsgmünd noch die Weiler Höfenhölzle und Seelach.
Insgesamt zerfällt das Rötenbach-Einzugsgebiet gemeindlich in einen sehr schmalen Streifen nördlich des Kochers, mit den Anteilen am „Vorderen Rötenbach“ sowie an Wahlenhalden, der zu Obergröningen zählt; zwei zusammen ungefähr genauso große Schnipsel Sulzbach-Laufener siedlungslosen Terrains im Westen und Nordwesten; etwa ein Drittel Adelmannsfeldener Waldgebiets im Norden und fast zwei Drittel Abtsgmünder Gemarkung mit allen übrigen Siedlungsplätzen.
Das Einzugsgebiet ist zu über zwei Dritteln von Wald bestanden, die Siedlungsdichte ist insgesamt sehr niedrig.

### Landschaft
Im Einzugsbereich dominiert die Forstwirtschaft. Auf einigen Flurinseln auf den Höhen vor allem rechts des Tales wird Landwirtschaft betrieben. Im „Hinteren Rötenbach“ gibt es eine kleine Teichwirtschaft (Forellenzucht) einer örtlichen Gastronomie.
Das Einzugsgebiet des Rötenbachs ist reich an naturbelassenen Biotopen, vor allem an Feuchtgebieten sowohl im Wald wie im offenen Terrain. Dazu zählen im Bereich des Seebachs sowie des ostsüdöstlichen Hohlenbach-Oberlaufs eine Uferzone am Erlensumpfweiher, mehrere Feuchtbiotope sowie Teiche, darunter alte Fischweiher der Wüstung Vorhardsweiler. Am Zusammenfluss dieser zwei Quelläste liegt ein Bruchwald in der Mündungsaue. Der folgende südliche Lauf des Hohlenbachs/Rötenbachs pendelt in seiner schmalen, überwiegend offenen Aue zwischen den Hangfüßen und zeigt ungestörte kleinräumige Windungen, im Offenland ist er begleitet von Ufergehölz. Hier fließen von beiden Seiten zahlreiche Bäche zu, in meist ebenso naturbelassenen kleinen Klingen. Feuchtwiesen und eine Nasswiesenbrache liegen beim „Hinteren“ Rötenbach in der Rötenbach-Aue sowie im Süden der Rodungsinsel um den Gschwendhof an der Böschung hinunter zur Gschwendklinge.
In der offenen Flur um den Gschwendhof und bei Rötenberg gibt es etliche Feldhecken und -gehölze.
Das Landschaftsschutzgebiet Büchelberger Grat und Umgebung ragt links des Tales um Abtsgmünd-Hofenhölzle ins Einzugsgebiet. Am Unterlauf erstreckt sich übers Tal und den rechten Hang das Landschaftsschutzgebiet Rötenberg-Rötenbachtal.
Flächenhafte Naturdenkmale im Einzugsbereich sind der Johannesbrunnen am linken Hang gegenüber vom Oberhohlenbach, eine Baumreihe am Rand des nordöstlichen Höfenbergs über der Lias-Schichtstufe und ein Feuchtgebiet unterhalb der linken Auenrandböschung kurz vor der Mündung.

### Zuflusssystem
Liste der Zuflüsse und  Seen von der Quelle zur Mündung. Gewässerlänge, Seefläche, Einzugsgebiet und Höhe nach den entsprechenden Layern auf der Onlinekarte der LUBW. Andere Quellen für die Angaben sind vermerkt.
Ursprung des Rötenbachs als Hohlenbach etwa 300 m südöstlich des Altenberg-Südgipfels auf etwa 485 m ü. NN.
- Seebach, von links an Straßengabel und am Südknick, 0,9 km. Beginnt, immer wenn dieser Ausfluss hat, etwa 1,8 km über der Mündung in einem  0,8 ha großen Teich.
- Büchelberger Bach, von links an Wegegabel auf 423,9 m ü. NN, 0,9 km.
- Höferbach, von links an Wegegabel, 0,6 km.
- Hölzlesbach, von links, 1,1 km.
- Christlesbach durch die Breitengehrenklinge[LUBW 10], von rechts bei Oberhohlenbach, 1,2 km.
- Altholzbach, von links, 0,6 km.
- Wegstetter Waldbach, von rechts längs des Waldwegs von Wegstetten nach Mittelhohlenbach, 1,3 km.
- (Zufluss durch die Schlagklinge), von rechts längs des Waldwegs vom Vogelburren nach Mittelhohlenbach, 0,7 km.
- (Zufluss durch den alten Steinbruch an der Teufelskanzel), von links am Südostrand der Auenflur bei Mittelhohlenbach, 0,6 km.
- (Zufluss von der Mühlhalde), von rechts, 0,4 km.
- (Zufluss), von links aus Richtung des Gewanns Täschental, 0,6 km.
- (Zufluss am Wegdreieck in der südlichen Auenflurinsel), von links, 0,7 km.
- (Zufluss durch die Gschwendklinge), von rechts, 1,2 km.
- (Zufluss), von links in den 0,2 ha großen  Forellenweiher beim Gasthof in Rötenbach, 0,4 km.
- Bastelwaldbach, von links am Südwestknick beim „Hinteren“ Rötenbach, 0,5 km.
- (Bach zwischen Preßhalde und Rötenberg), von rechts am Hangwaldende, 0,7 km.
- Rötenberger Bach, von rechts aus baumbestandener Klinge, 0,9 km.

Mündung des Rötenbachs nach 7,4 km Lauf von rechts in die Obergröningen-Algishofener Nordschlinge des Kochers auf 353 m ü. NN, kurz vor dem Wehr des Elektrizitätswerks. Sein Einzugsgebiet umfasst 12,1 km².

## Verkehr
Seinen ganzen Lauf über ist der Rötenbach von einem nahen Waldweg begleitet, der im Bereich des Seebach-Zuflusses in Fortsetzung der Kohlenstraße Teil der öffentlichen Waldverbindungsstraße zwischen Sulzbach-Hohenberg und Abtsgmünd-Hinterbüchelberg ist. Weiter abwärts wird er erst wieder ab dem „Hinteren“ Rötenbach, den er so als Stichstraße von der B 19 im Kochertal her erschließt, öffentlicher Verkehrsweg. Der Weg ist jedoch schon lange zuvor asphaltiert.

## Geologie
Der Lauf des Rötenbachs beginnt im Oberkeuper und erreicht erst im Nahbereich des Kochertals die Unteren Bunten Mergel (Steigerwald-Formation) des Mittelkeupers.
Der die südliche Auenflur bei Mittelhohlenbach begrenzende Nebenbach durchfließt zuvor am linken Hang in der sogenannten Teufelskanzel einen aufgelassenen Steinbruch, in dem Stubensandstein (Löwenstein-Formation) aufgeschlossen ist.